# محمد علی هیثم
محمد علی هیثم (عربی: محمد علي هيثم؛ ۷ مارس ۱۹۴۰ – ۱۰ ژوئیهٔ ۱۹۹۳) سیاستمدار اهل یمن بود. وی از ۲۳ ژوئن ۱۹۶۹ تا ۲ اوت ۱۹۷۱، دومین نخست‌وزیر جمهوری دموکراتیک خلق یمن بود.
محمد علی هیثم در ۱۰ ژوئیه ۱۹۹۳، در سن ۵۳ سالگی درگذشت.